# Un poco más
Un poco más é um álbum de estúdio da boy band porto-riquenha MDO, lançado no ano 1999, pela gravadora Sony Music. A formação do grupo na época incluía Abel Talamántez, Alexis Grullón, Didier Hernández e Anthony Galindo, que não apenas interpretaram as canções, mas também contribuíram na composição e produção do disco. 
Com 12 faixas, incluindo sucessos como "Dame un poco más", "No puedo olvidar" e "Baila la rumba", o álbum destacou a versatilidade musical do grupo. A produção ficou a cargo de Alejandro Jaén, enquanto a direção artística foi supervisionada por Edgardo Díaz, criador do grupo. Em uma tentativa de amadurecer sua imagem, os integrantes projetaram uma estética mais sofisticada, refletindo a evolução tanto pessoal quanto musical da banda.
O lançamento foi acompanhado por uma turnê promocional que passou pelos Estados Unidos, Porto Rico e México, incluindo shows em locais emblemáticos como o Madison Square Garden e o Teatro Bellas Artes. O álbum recebeu avaliações favoráveis da crítica especializada, com destaque para suas harmonias vocais. Comercialmente, alcançou posições relevantes nas paradas da Billboard e foi certificado com discos de ouro e platina pelas vendas expressivas. Além disso, o trabalho foi indicado a prêmios importantes, consolidando o MDO como uma das principais referências do pop latino juvenil no final dos anos 1990.

## Produção e composição
A direção artística do projeto ficou a cargo de Edgardo Díaz, criador e empresário do grupo, enquanto a direção e produção musical foram conduzidas por Alejandro Jaén. Além de cantar, integrantes do grupo também atuaram como compositores e participaram da produção do disco, além de contribuírem com os arranjos.  Alexis e Abel escreveram cinco músicas em espanhol e uma em inglês, todas em colaboração com o arranjador Tomás Torres.
O integrante Alexis informou que várias canções que compuseram não entraram na seleção final do repertório do CD. Sobre o fato de compor com tão pouca idade Abel respondeu: "Quando me inspiro para escrever, não incluo apenas coisas que aconteceram comigo pessoalmente, mas também deixo a imaginação fluir e escrevo sobre outras coisas que alguém me contou ou que poderiam acontecer com qualquer pessoa". O cantor ainda revelou que não tem preferência entre cantar e compor.
Em entrevista, Didier afirmou: "Queremos que o público saiba que não somos apenas quatro rapazes que dançam e fazem as moças gritarem, também somos músicos". Sobre o processo de composição, o grupo disse: "Há músicas em que a melodia surgiu primeiro, e há outras em que a letra veio antes. No entanto, na maioria das vezes, as canções nasceram primeiro como melodia e depois se transformaram em música".
Em relação ao aspecto visual, os artistas projetaram uma imagem diferenciada em relação ao seu trabalho anterior. Segundo Alexis: "Queríamos uma mudança porque queríamos nos distanciar daquela imagem de 'crianças pequenas' e fazer o público nos ver como mais maduros. Nossos fãs cresceram à medida que nós crescemos, e agora podemos fazer coisas mais agressivas e sensuais". A imagem projetada era muito mais limpa: eles se vestiam de forma juvenil, mas ao mesmo tempo aparentavam ser formais.  O grupo afirmou: "Para nós, a imagem que apresentamos ao nosso público é fundamental; queremos causar a melhor impressão, não apenas com a nossa música".

## Lançamento e divulgação
Em relação a divulgação, o grupo revelou em entrevista que as viagens e turnê promocional eram ainda mais importantes do que as do primeiro disco da carreira, lançado em 1997, uma vez que eles se sentiram mais responsáveis por terem participação direta na produção, em colaboração com o produtor Alejandro Jaén.
Para o lançamento mundial do disco, Alex, Abel, Anthony e Didier realizaram em fevereiro de 1999, um show ao vivo em Porto Rico, no Teatro Bellas Artes, diante de mais de 2 mil fãs. Um mês depois, iniciaram sua turnê de promoção pelos Estados Unidos, visitando cidades como Los Angeles, Miami, Nova Iorque (no Madison Square Garden), Chicago e San José, na Califórnia. Posteriormente, retornaram a Porto Rico para divulgar seu primeiro single, e seguiram ao México onde realizaram shows em Acapulco e Monterrei.
O grupo participou de um concerto natalino na Disneylândia na qual cantaram as faixas "Un Poco Mas", "No Puedo Olvidar" y "Me Haces Sonar". O evento foi assistido por mais de 1,500 espectadores que estavam na plateia.

## Singles
"No puedo olvidar" foi lançado como primeiro single. Nas paradas musicais da revista Billboard, a música alcançou o primeiro lugar nas categorias Hot Latin Tracks e Latin Pop Airplay, além de atingir a quarta posição na Latin Tropical/Salsa Airplay, marcando presença em diferentes segmentos musicais latinos.
"Dame un poco más" foi lançado em espanhol e em inglês, sob o título "Groove With Me Tonight". A versão em espanhol atingiu a posição de número 11 e 6 nas paradas musicais da revista Billboard, Hot Latin Songs e Latin Pop Airplay, respectivamente. Sobre o videoclipe promocional Galindo afirmou: "no novo vídeo que gravamos (para 'Dame Un Poco Más'), estamos beijando garotas (...) É um vídeo mais maduro. É como coisas que queremos fazer. Não são coisas que não podíamos fazer por causa da nossa idade e da nossa imagem". As gravações ocorreram em Nova Iorque.
"Baila la rumba" foi lançada como single promocional no México, em 1999.

## Recepção crítica
| Críticas profissionais | Críticas profissionais |
| Avaliações da crítica  | Avaliações da crítica  |
| Fonte                  | Avaliação              |
| ---------------------- | ---------------------- |
| AllMusic               | [ 14 ]                 |
| Billboard              | Favorável              |
| El Norte               | [ 16 ]                 |

Em relação as resenhas dos críticos especializados em música, a maioria reagiu de forma favorável.
O crítico do site AllMusic avaliou com duas estrelas e meia entre cinco, e afirmou que o MDO preserva o legado do Menudo enquanto apresenta uma abordagem mais moderna e sofisticada. Ele elogiou as harmonias vocais do quarteto, bem como a entrega das músicas, que evita exageros emocionais. Entre os destaques, elegeu a faixa em inglês "Groove With Me Tonight", "Baila La Rumba" e "Un Mundo Nuevo". No entanto, foi em "Toma mis Manos" que o crítico viu o auge do estilo do MDO, capturando a essência da sensualidade doce e segura que define a sensibilidade do pop latino.
O crítico da revista Billboard afirmou que o álbum reforça a posição do MDO como uma versão latina dos Backstreet Boys e 'N Sync, destacando faixas como "No puedo olvidar" e "Dame un poco más" pelo potencial de sucesso nas rádios latinas e anglófonas. Ele também apontou "Fantasy" como uma aposta promissora para conquistar o mercado internacional, graças ao seu estilo vibrante e acessível.
Deborah Davis, do jornal mexicano El Norte, avaliou com três estrelas entre cinco, e afirmou que o álbum era superior ao anterior, e que as músicas menos marcantes são as mais melosas, como a faixa "Yo solo pienso en ii". Para a jornalista, o melhor do MDO é que seus integrantes cantam e dançam bem, sem serem apenas rostos bonitos, e que o trabalho veio em um momento oportuno, quando o mercado latino exige música cantada em espanhol para jovens.

## Prêmios e nomeações
No Billboard Latin Music Awards, o álbum concorreu na categoria de Álbum Pop do Ano (Grupo), no qual também concorriam Amor, Familia Y Respeto de A.B. Quintanilla y Los Kumbia Kings, Mi Gloria, Eres Tú de Los Tri-O, e o vencedor MTV Unplugged da banda mexicana Maná.
O vídeo promocional de "No puedo olvidar" foi nomeado na categoria de Vídeo do Ano no décimo-primeiro Premio Lo Nuestro. O vencedor da categoria foi "Esperanza", do cantor Enrique Iglesias.

## Desempenho comercial
O álbum obteve êxito comercial. Nos Estados Unidos atingiu as posições de número 39 e 15 nas paradas musicais da revista Billboard Top Latin Albums e Latin Pop Albums, respectivamente. As vendas atingiram 111 mil cópias entre Estados Unidos e Porto Rico, em poucas semanas de comercialização.
A gravadora do grupo os premiou com um  disco de ouro por expressivas vendas advindas da América Central.

## Lista de faixas
- Créditos adaptados do CD Un poco más, de 1999.[21]

| N.º | Título                              | Compositor(es)                                     | Intérprete       | Duração |  |
| 1.  | "Dame Un Poco Más"                  | A. Talamántez, A. Grullón, T. Torres               | Abel Talamántez  | 3:57    |  |
| 2.  | "No puedo olvidar -Ballad Version-" | A. Talamántez, A. Grullón, T. Torres               | Didier Hernández | 3:42    |  |
| 3.  | "Baila La Rumba"                    | C. Villa, A. Monroy                                | Anthony Galindo  | 4:02    |  |
| 4.  | "Yo Sólo Pienso En Ti"              | Alejandro Jaén                                     | Alexis Grullón   | 4:14    |  |
| 5.  | "Diana"                             | A. Talamántez, A. Grullón, T. Torres, M. Grillasca | Abel Talamántez  | 4:03    |  |
| 6.  | "Tú Me Haces Soñar"                 | A. Talamántez, A. Grullón, T. Torres               | Didier Hernández | 3:37    |  |
| 7.  | "Un Mundo Nuevo"                    | M. Grillasca, T. Torres                            | Alexis Grullón   | 3:43    |  |
| 8.  | "Será Por Eso"                      | Rafael Vergara                                     | All the group    | 3:55    |  |
| 9.  | "Toma Mis Manos"                    | D. Hernández, A. Talamántez, A. Grullón, T. Torres | Anthony Galindo  | 4:06    |  |
| 10. | "No Puedo Olvidar -Pop Version-"    | A. Talamántez, A. Grullón, T. Torres               | Didier Hernández | 4:27    |  |
| 11. | "Groove With Me Tonight"            | A. Talamántez, A. Grullón, T. Torres               | Abel Talamántez  | 3:54    |  |
| 12. | "Fantasy"                           | J. Santiago, A. Jaén, L. Matinee, D. Nieves        | Alexis Grullón   | 4:29    |  |

## Tabelas

### Tabelas semanais
| Tabela musical (1999)                       | Melhor posição |
| ------------------------------------------- | -------------- |
| Estados Unidos (Billboard Top Latin Albums) | 39             |
| Estados Unidos (Billboard Latin Pop Albums) | 15             |

## Certificações e vendas
| Região                    | Certificação | Vendas estimadas |
| ------------------------- | ------------ | ---------------- |
| Estados Unidos Porto Rico | Platina      | 111,000          |
| América Central           | Ouro         | —                |